# Asemoplus sierranus
Asemoplus sierranus är en insektsart som beskrevs av Morgan Hebard 1936. Asemoplus sierranus ingår i släktet Asemoplus och familjen gräshoppor. Inga underarter finns listade i Catalogue of Life.